# Halcyon (tijdschrift)
Halcyon was een Nederlands tijdschrift over typografie, uitgegeven door A.A.M. Stols. Cees van Dijk noemde het "het mooiste typografische tijdschrift ooit in ons land gemaakt". Het was een kwartaalblad waarvan drie jaargangen zijn uitgekomen (1940-1942) met in totaal elf nummers, waarvan het laatste pas begin 1944 daadwerkelijk aan abonnees werd toegestuurd.
De Universiteitsbibliotheek Groningen heeft de volledige reeks in haar bezit, als bijzondere collectie.

## Opzet en vormgeving
In de eerste aflevering, die slechts enkele dagen voor de Duitse inval in Nederland verscheen, is te lezen wat Stols voorstond: het moest een internationaal podium worden voor boekdrukkers, uitgevers, papierfabrikanten, boekbinders, grafische ontwerpers en verzamelaars van boeken en prenten. Ook het uiterlijk moest meespreken en iedere aflevering zou bestaan uit losse bijdragen, die elk op zichzelf staaltjes waren van de drukkunst door keuze van papier, lettertype, vormgeving en illustratietechniek.
Stols probeerde papierhandel P. Proost & Zonen te interesseren voor het gratis leveren van het papier waarop Halcyon werd gedrukt, maar ging na weigering van Proost in zee met G.H. Bührmann, die het tijdschrift min of meer als reclameblad gebruikte. Er werden van elke aflevering circa 625 exemplaren gedrukt.
Het tijdschrift verscheen in de vorm van een map, met daarin de losse bijdragen in de oorspronkelijke taal, waaronder Nederlands, Duits, Frans en Engels.

## Inhoud
Veel bekende grafische vormgevers en kunstenaars leverden bijdragen in de vorm van artikelen en illustraties, zoals de graficus M.C. Escher, de illustrator Piet Worm, de letterontwerper S.H. de Roos, de Engelse kunstenaar John Buckland Wright, de Franse auteur Lucien Jaïs en de Exil-schrijver Wolfgang Cordan.

## Ontvangst
Halcyon werd in het kleine wereldje van typografen, vooral in Nederland, Duitsland, Frankrijk en Engeland, goed ontvangen. Het begon in 1940 met een kleine 200 abonnees en drie jaar later was het tijdschrift voltekend en was er voldoende vraag om de oplage uit te breiden, hetgeen wegens de oorlogsomstandigheden, met name de papierschaarste, niet lukte.
De Kulturabteilung, de cultuurafdeling van het Reichskommissariat Niederlande, ontbood Stols en drong erop aan om de bijdragen in de Engelse en Franse taal stop te zetten. Het tijdschrift werd van belang geacht vanwege de bijdragen in de Nederlandse en Duitse taal. Toen eenmaal de Kulturkammer was opgericht werd Stols met name vanwege Halcyon gedwongen om lid te worden. Na het verschijnen van de laatste aflevering 11/12 in 1944, met daarin diverse Franstalige teksten, keurde de Afdeeling Boekwezen verdere aanvragen van papier voor het tijdschrift af. Stols werd in juni 1944 gevangengenomen wegens anti-Duitse activiteiten.

## Afleveringen
- Halcyon No. 1 (1940)
- Halcyon No. 2 (1940)
- Halcyon No. 3/4 (1940)
- Halcyon No. 5 (1941)
- Halcyon No. 6 (1941)
- Halcyon No. 7 (1941)
- Halcyon No. 8 (1941)
- Halcyon No. 9 (1942)
- Halcyon No. 11/12 (1942)